# Љубица Јовановић
Љубица Јовановић (Панчево, 4. новембар 1886 — Лесковац 11. април 1962) била је српска драмска глумица.

## Каријера
Завршила је Вишу женску школу у Панчеву. Први пут је ступила на сцену као волонтер 1904. године у Народном позоришту у Београду, а затим је играла у нишком позоришту „Синђелић“ од 1906. до 1910. године.
У сезони 1910/11. била је у путујућој дружини „Заједница“ Симе Бунића, а од 1911. до 1913. године у Повлашћеном позоришту „Трифковић“, од 1913. до 1918. године у Повлашћеном позоришту „Тоша Јовановић“, с којим наставља рад у Солуну и Водену до краја Првог светског рата.
У сезони 1918/19. била је чланица Градског позоришта у Битољу, а од 1919. до 1927. и од 1. септембра 1935. до 31. јула 1938. радила је у новосадским позориштима. У међувремену је играла Народном позоришту у Бањој Луци. Од 1939. до 1941. радила је у Народном позоришту у Нишу, а од 1941. до 1951. у Народном позоришту у Лесковцу, где је један од оснивача позоришта, глумица и редитељ.
Двадесет и пет година уметничког рада прославила је 5. маја 1931. у Новом Саду насловном улогом у драми Карла Шенхера као Жена сатана. Велике даровитости, високе интелигенције, солидног образовања, она се успешно потврђивала у свим глумачким фаховима од љубавница, драмских улога до карактерних и комичних. Њена дикција је увек била беспрекорно правилна и лепа, игра психолошки студиозна, уметнички одмерена и природна. Спадала је међу најбоље глумице старијег нараштаја, оног од почетка 20. века.

### Улоге
Неке од њених улога у позоришту су : Емилија (Отело), Јулија (Лилиом), Павлија (Ђидо), Поте, Зона (Зона Замфирова), Војвоткиња де Круси (Израиљ), Петра (Хајдук Станко), Маркиза Болије (Господар ковница), Мајка (Сењер Полишинел), Грофица Линијер (Две сиротице), Игуманија (Мамзел Нитуш), Госпођа де Плесан (Свадбени марш), Грофица, Њања (Ана Карењина), Салче (Коштана), Мајка (Жан и Нели), Доведеница (Вучина), Матићка (Мамон), Анђа (Ускочница), Живка (Госпођа министарка), Мајка (Елга), Контеса де Милеси (Американска јахта у сплитској луци), Мајка (Ура, синчић!), Жена Големанова (Големанов), Ракила (Циганин), Маја (Мрак), Баба Јованка (Скакавци), Јевросима (Максим Црнојевић), Краљица (Антигона) и друге.
Имала је улогу у филму Трагедија наше деце.